# تطواني (لهجة إسبانية يهودية)
التطواني (أو Tétouani ؛ (بالعربية: تطوانى) ؛ أو Haketia ؛ (بالإنجليزية: Tituani ladino) )و هي لهجة من اليهودية الإسبانية ، وهي لغة يهودية رومانسية يتحدثها تاريخيا السفارديم في شمال إفريقيا في مدينة وهران الجزائرية و بدأ انتشارها في الجزائر من 1850 م حتى 1962 م ، أي حتى إستقلال الجزائر . يُعتقد و يرجح أن أصل هذه التسمية هو مدينة تطوان المغربية ، أصل بعض السكان اليهود.